# Olympische Sommerspiele 1928/Teilnehmer (Irland)
| Gelbes Symbol für Goldmedaillen mit stilisierten Olympischen Ringen | Graues Symbol für Silbermedaillen mit stilisierten Olympischen Ringen | Braundes Symbol für Bronzemedaillen mit stilisierten Olympischen Ringen |
| ------------------------------------------------------------------- | --------------------------------------------------------------------- | ----------------------------------------------------------------------- |
| 1                                                                   | —                                                                     | —                                                                       |

Irland nahm an den Olympischen Sommerspielen 1928 in Amsterdam, Niederlande, mit einer Delegation von 29 Sportlern (28 Männer und eine Frau) teil.

## Medaillengewinner

### Gold
| Name(n)         | Sportart       | Wettkampf  |
| --------------- | -------------- | ---------- |
| Pat O’Callaghan | Leichtathletik | Hammerwurf |

## Teilnehmer nach Sportarten

### Boxen
- Myles McDonagh
Fliegengewicht: 9. Platz

- Frank Traynor
Bantamgewicht: 4. Platz

- George Kelly
Federgewicht: 17. Platz

- William O’Shea
Leichtgewicht: 17. Platz

- Patrick Lenehan
Weltergewicht: 9. Platz

- John Chase
Mittelgewicht: 5. Platz

- Boy Murphy
Leichtschwergewicht: 5. Platz

- Matt Flanagan
Schwergewicht: 9. Platz

### Leichtathletik
- Denis Cussen
100 Meter: Viertelfinale

- Dan Cullen
200 Meter: Vorläufe

- Sean Lavan
200 Meter: Vorläufe
400 Meter: Viertelfinale

- Norman MacEachern
800 Meter: Halbfinale

- Gerry Coughlan
800 Meter: Vorläufe
3000 Meter Hindernis: Vorläufe

- Alister Clark
110 Meter Hürden: Vorläufe

- Paddy Anglim
Weitsprung: 21. Platz in der Qualifikation

- Theo Phelan
Dreisprung: 19. Platz in der Qualifikation

- Pat O’Callaghan
Hammerwurf: Gold

- Con O’Callaghan
Zehnkampf: DNF

### Radsport
- John Woodcock
Straßenrennen, Einzel: 44. Platz

- Bertie Donnelly
Sprint: 2. Runde
1000 Meter Zeitfahren: 11. Platz

### Schwimmen
- William Broderick
400 Meter Freistil: Vorläufe

- Marguerite Dockrell
Frauen, 100 Meter Freistil: Vorläufe

### Wasserball
- Herrenteam
9. Platz

- Kader
Stan Moore
Norman Judd
Michael O’Connor
Hayes Dockrell
John O’Connor
Patrick McClure
Charles Fagan